# 科爾曼 (阿肯色州)
科爾曼（英語：Coleman）是位於美國阿肯色州德魯縣的一個非建制地區。該地的面積和人口皆未知。

## 地理
科爾曼的座標為33°46′28″N 91°44′56″W / 33.77444°N 91.74889°W，而該地的平均海拔高度為92米（即302英尺）。